# Kamienica przy pl. Solnym 10 we Wrocławiu
Kamienica przy pl. Solnym 10 – zabytkowa kamienica przy Placu Solnym 10 we Wrocławiu.

## Historia i architektura kamienicy

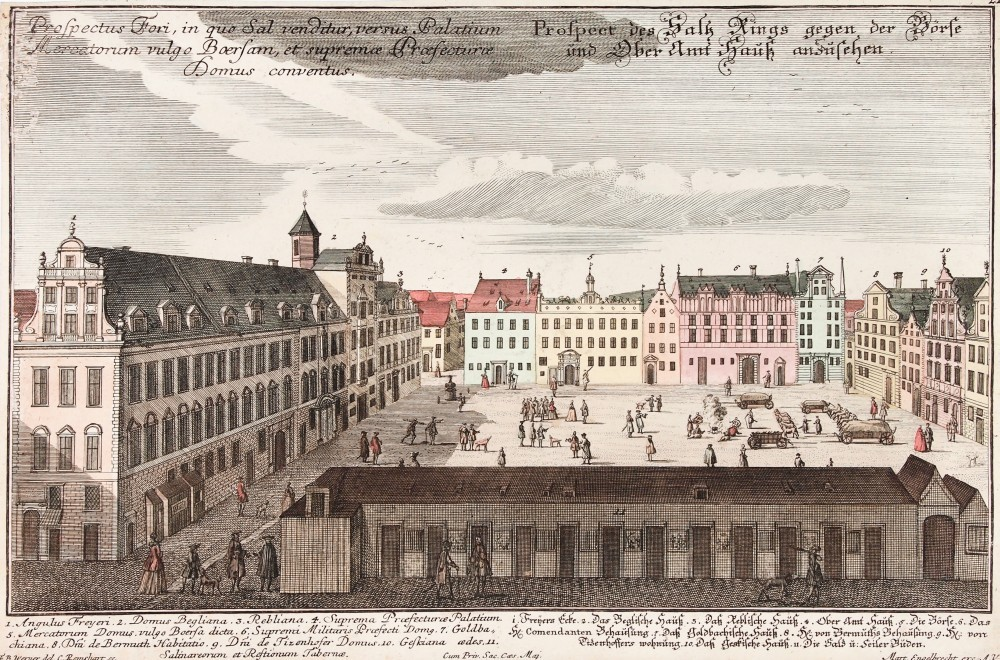
Plac Solny z widoczna kamienicą (po prawej) oznaczoną cyfrą 9.
Rycina Carla Remsharta (1678–1735), rys. Friedrich Bernhard Werner, Augsburg 1736

Kamienica o rodowodzie średniowiecznym. Na XVIII-wiecznej rycinie Wernera z 1736 roku jest to czterokondygnacyjna, trzyosiowa kamienica z dwukondygnacyjnym szczytem w formie aediculi ujętej w wolutowe spływy. W pierwszej dekadzie XIX wieku, ok. 1815 roku, kamienica była już po przebudowie, w wyniku której nadano jej klasycystyczną formę, usunięto szczyt, dobudowano kondygnację i pokryto budynek płaskim dachem. W takiej formie kamienica zachowała się do 1945 roku. Podczas działań wojennych budynek nie uległ dużym zniszczeniom.